# イリスバス・クリスタリス
クリスタリス（Cristalis）は、フランスのバス車両メーカーであったイリスバス（現：イヴェコ・バス）が開発したトロリーバス車両である。

## 概要
環境意識の高まりを受け、環境への負荷が少ないトロリーバスの需要を見込んだイリスバスが各企業と共同で開発した車種。全長12 m級の「ETB12」と全長18 m級の連節式車両「ETB18」が存在し、前面形状は左側に運転席を寄せた「クラシック（Classic）」、中央に運転席を備えた流線形の「トラムウェイ・タイプ（Tramway Type）」から選択可能である。電気機器は主にアルストム製のものが用いられており、ミシュランとアルストムが共同で開発したホイールモーターを用いる動力伝達機構により、車内全体の床上高さを抑える事が可能となっている。また、顧客の要望に応じて、架線が無い区間でも走行可能なようディーゼルエンジンを搭載する事もできる。対応電圧は600 Vから750 Vである。
- 車内後方（ETB12）
- 車内（ETR18）

## 導入
1990年代から開発が行われ、2001年から展開が実施された「クリスタリス」は、当時フランスに残存していた3都市のトロリーバスに加え、イタリアへの導入も行われた。しかし製造コストの高騰が課題となり、2011年に製造が終了している。クリスタリスの導入が行われたのは以下の都市である。
| クリスタリス 導入都市一覧 | クリスタリス 導入都市一覧                             | クリスタリス 導入都市一覧 | クリスタリス 導入都市一覧 | クリスタリス 導入都市一覧 |
| 導入国                    | 都市                                                  | 形式                      | 導入車両数                | 備考                      |
| ------------------------- | ----------------------------------------------------- | ------------------------- | ------------------------- | ------------------------- |
| フランス                  | リモージュ (リモージュ・トロリーバス)                 | ETB12                     | 27両                      | [ 9 ]                     |
| フランス                  | リヨン (リヨン・トロリーバス)                         | ETB12                     | 69両                      | [ 2 ] [ 8 ] [ 10 ]        |
| フランス                  | リヨン (リヨン・トロリーバス)                         | ETB18                     | 55両                      | [ 2 ] [ 8 ] [ 10 ]        |
| フランス                  | サン＝テティエンヌ (サン＝テティエンヌ・トロリーバス) | ETB12                     | 11両                      | [ 8 ]                     |
| イタリア                  | ミラノ (ミラノ・トロリーバス)                         | ETB18                     | 10両                      | [ 8 ] [ 11 ]              |

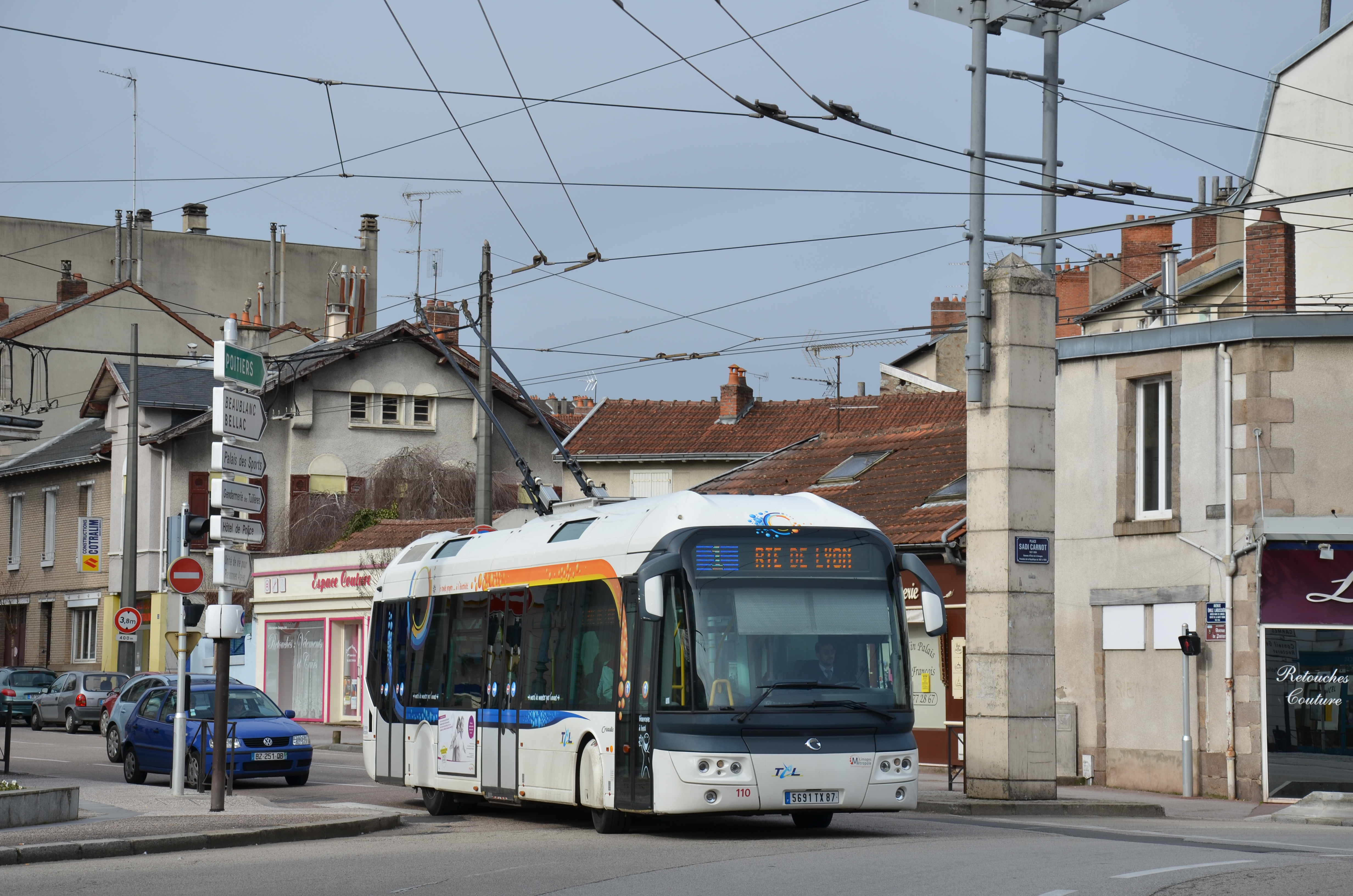
リモージュ：ETB12 （2015年撮影）
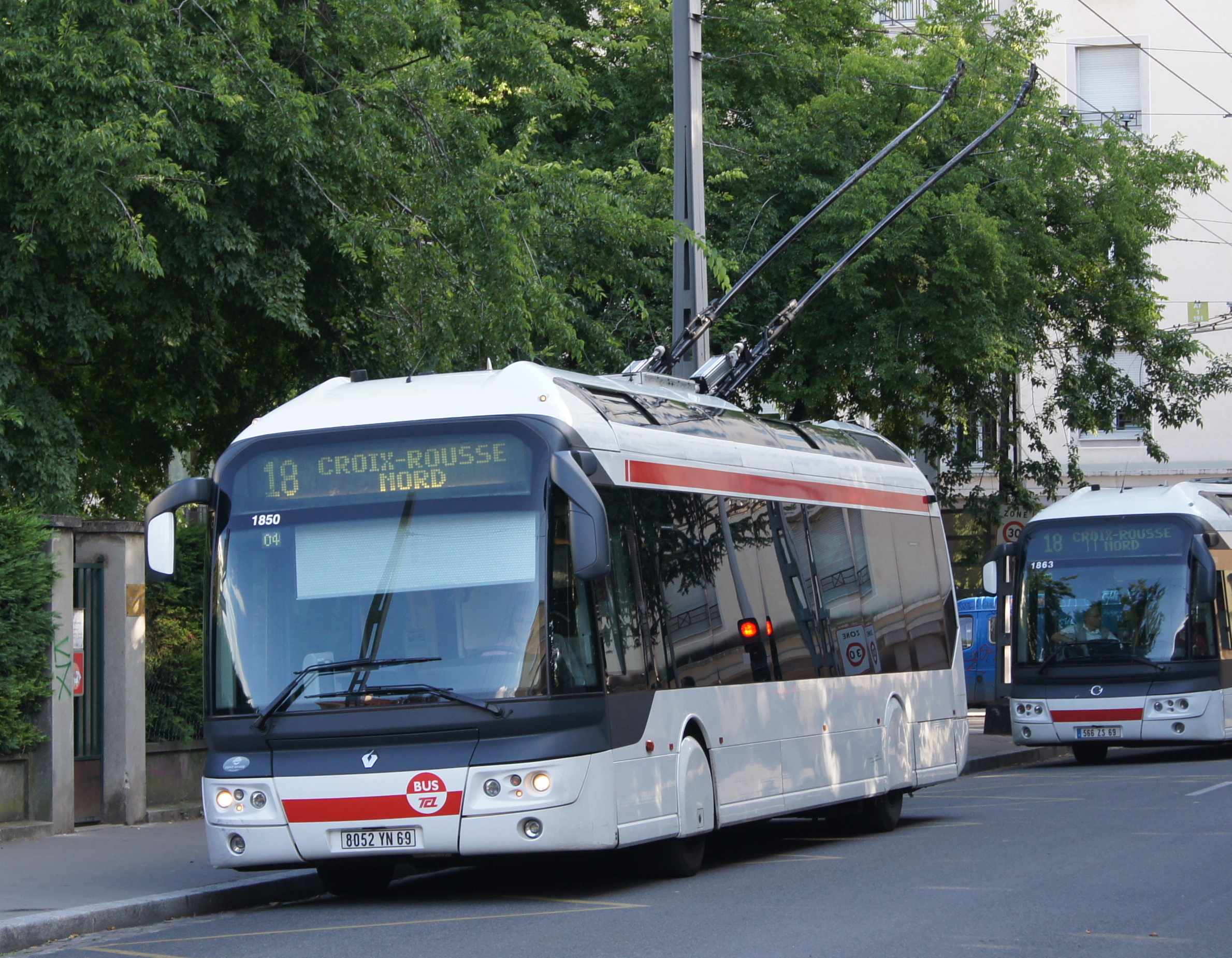
リヨン：ETB12 （2010年撮影）
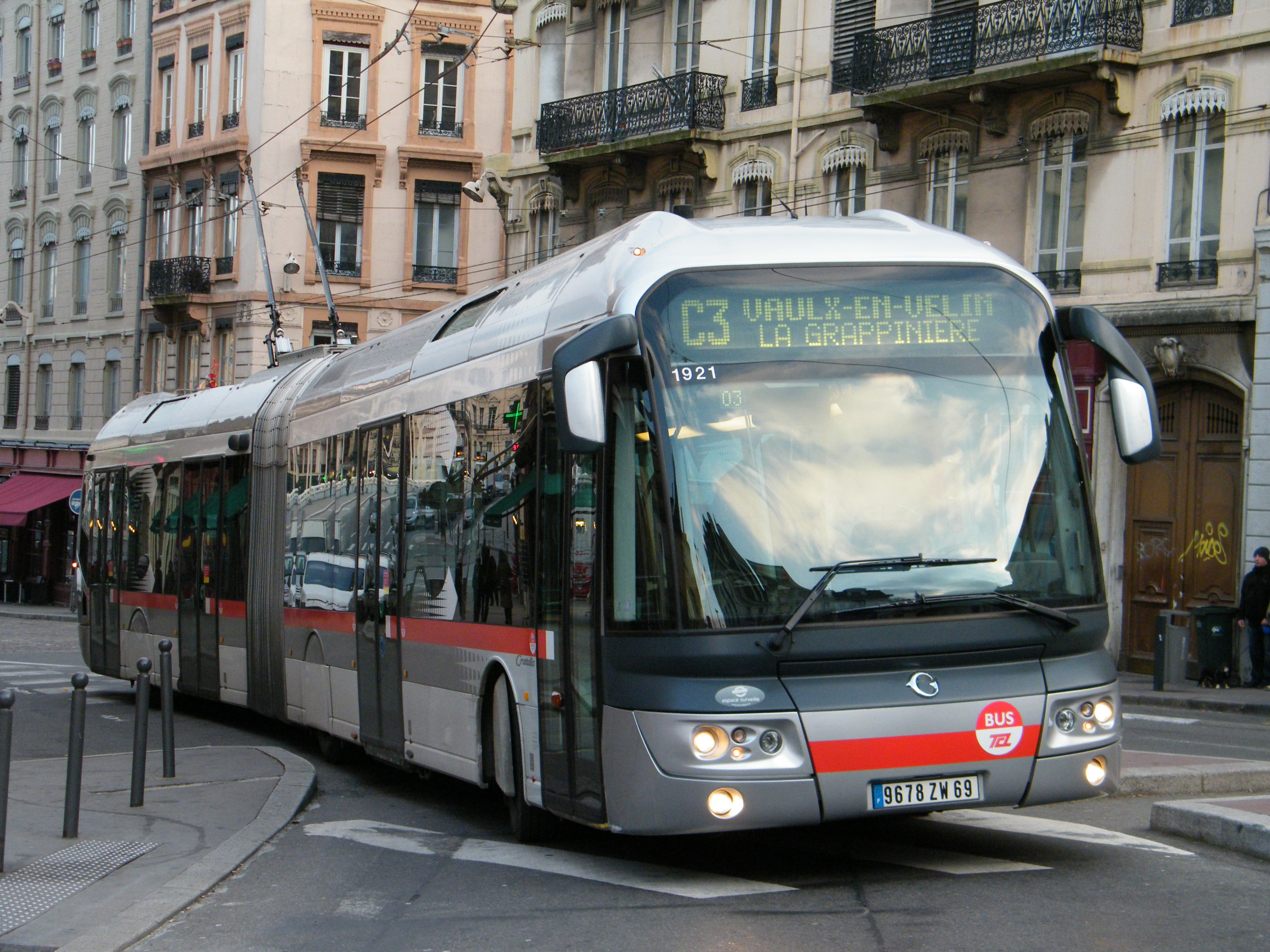
リヨン：ETB18 （2009年撮影）
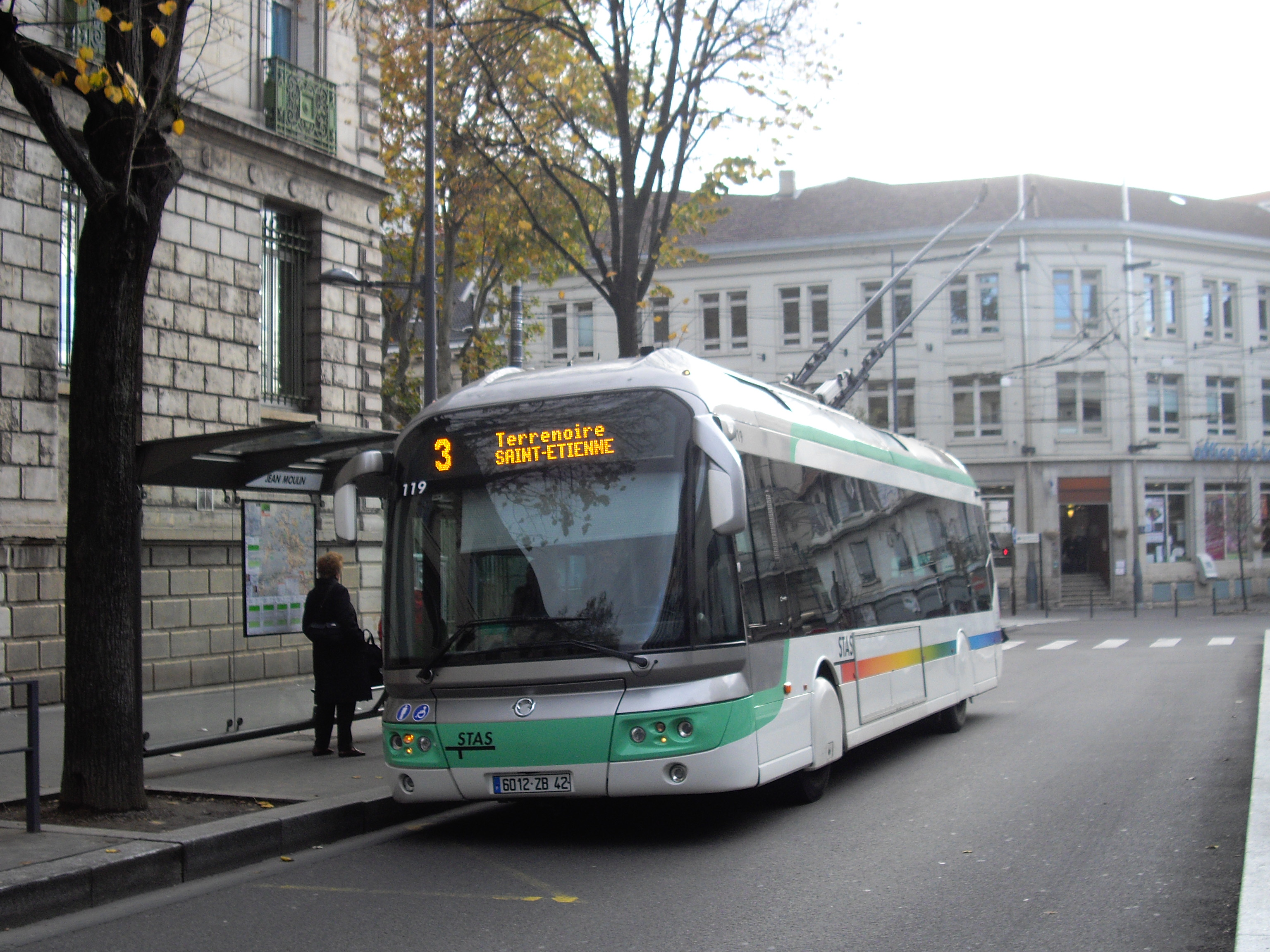
サン＝テティエンヌ：ETB12 （2009年撮影）
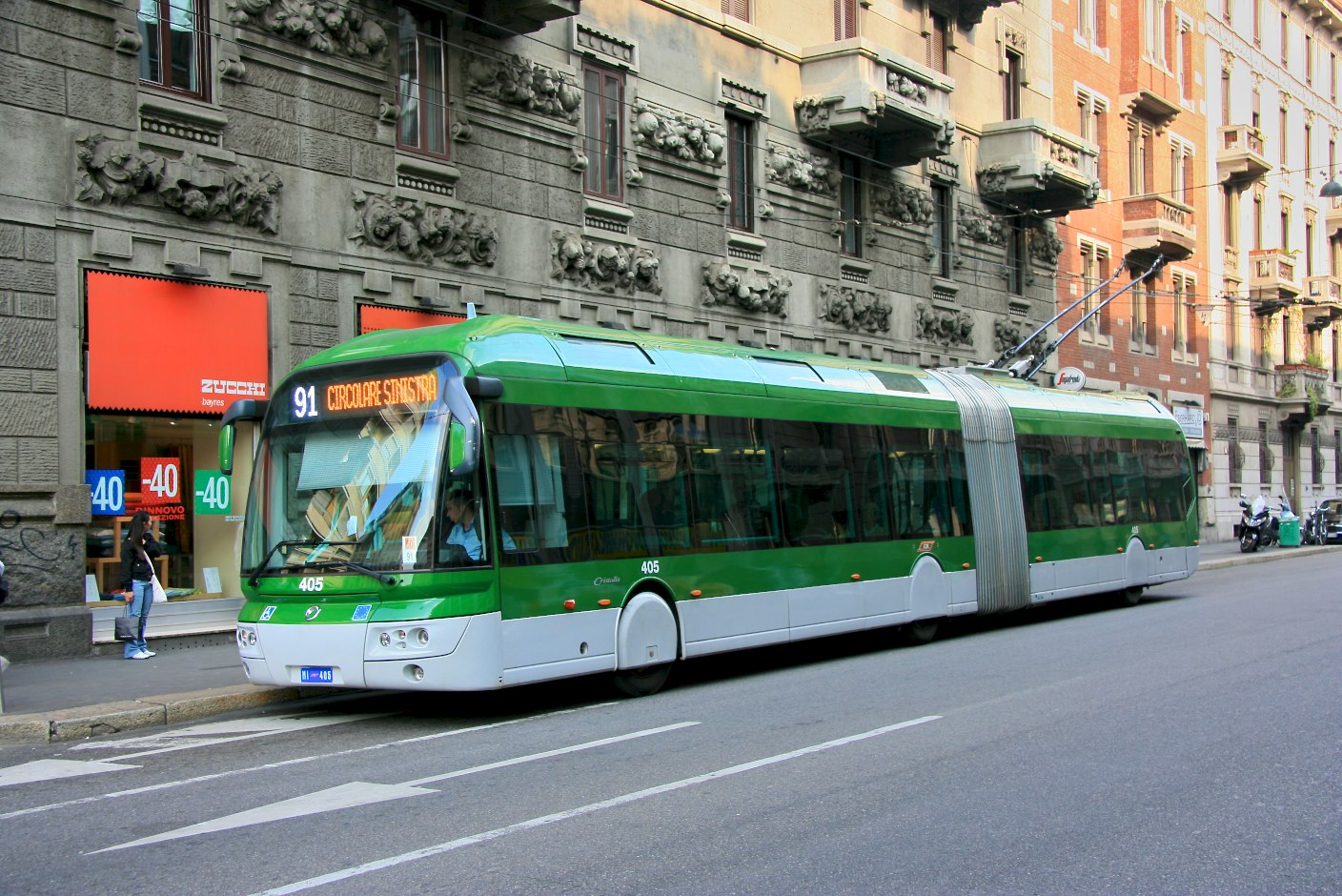
ミラノ：ETB18 （2008年撮影）

## 参考資料
- Philippe Grand (20 April 2006). UITP Trolleybuses Salzburg (PDF) (Report). Irisbus. 2025年3月1日閲覧。

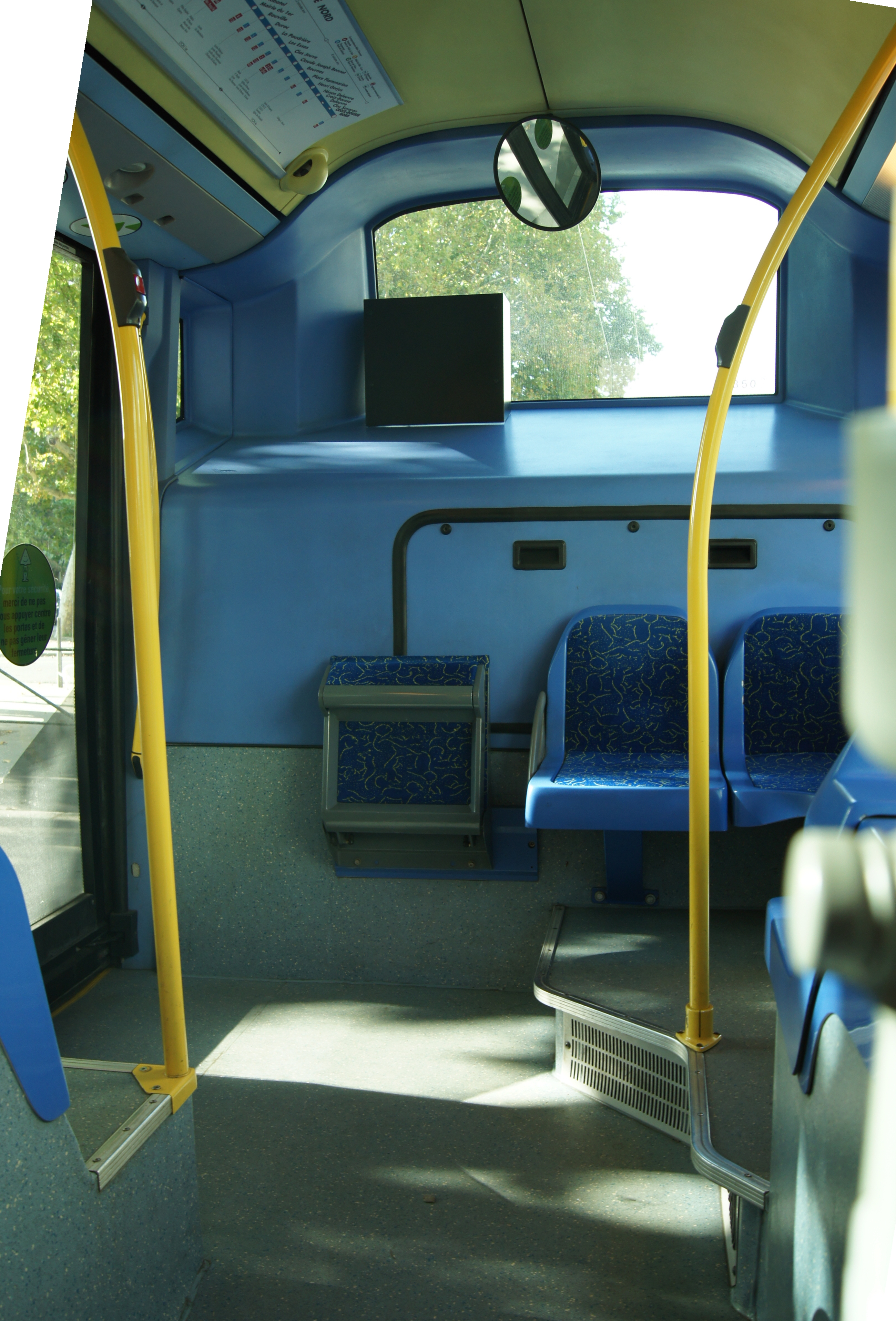
車内後方（ETB12）
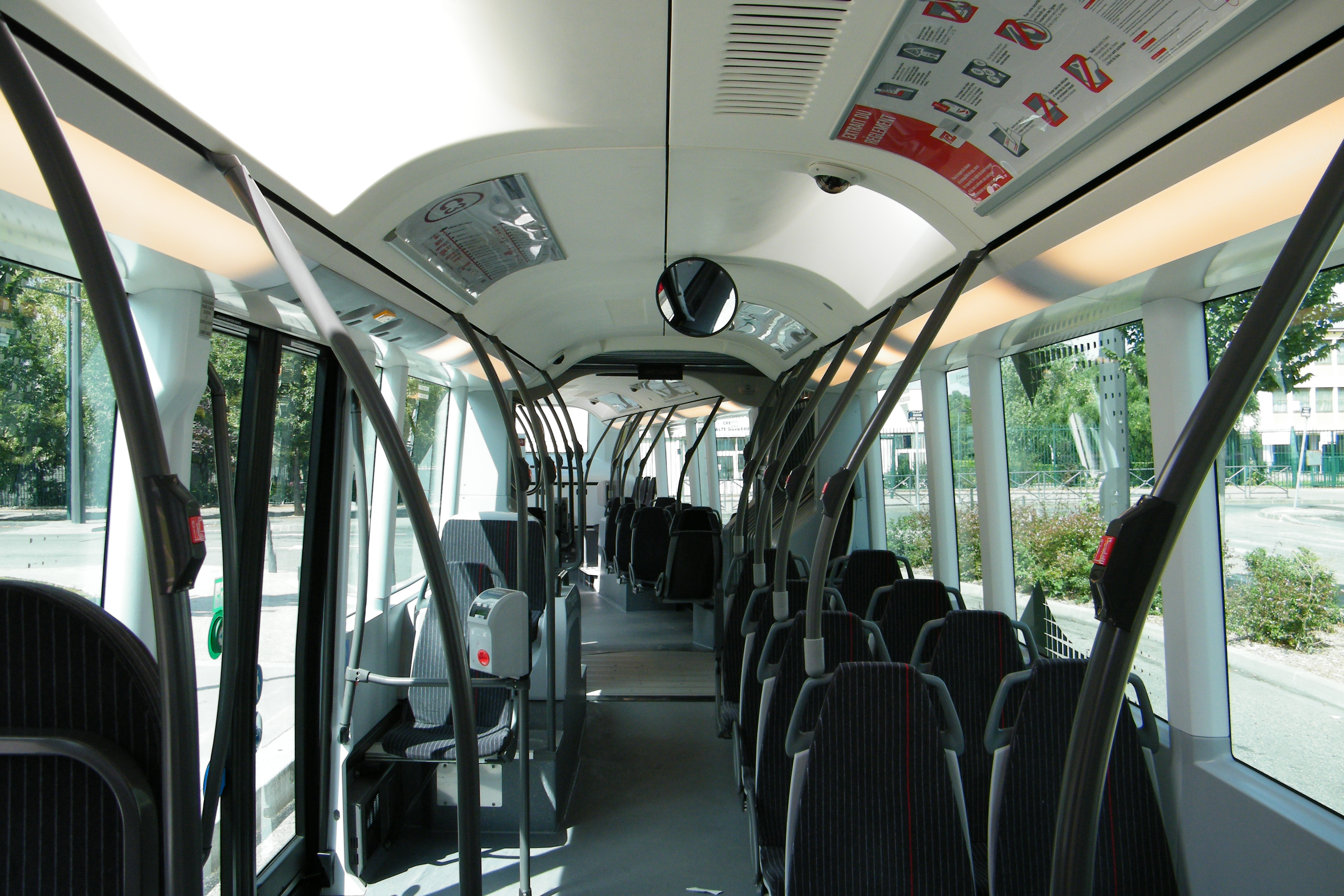
車内（ETR18）